# Maurice Godelier
Maurice Godelier (Cambrai, 28 de fevereiro de 1934) é um antropólogo francês.

## Biografia
Godelier advoga a incorporação do marxismo à antropologia. Foi Directeur d'études na École des Hautes Études en Sciences Sociales. Além do marxismo, outra corrente teórica fundamental em sua formação intelectual, é o estruturalismo de Claude Lévi-Strauss. Trabalhou, inicialmente, com Fernand Braudel, na École Pratique des Hautes Etudes, onde estudou, de modo aprofundado, a metodologia do materialismo histórico, lendo várias obras de Marx, e foi professor assistente de Claude Lévi-Strauss, então titular da cátedra de Antropologia do Collège de France.
Godelier realizou pesquisas etnográficas na Papua Nova Guiné, entre 1966 e 1969, junto aos Baruya, escolha que representou uma inflexão em relação à tradição francesa de estudar os povos africanos e ameríndios, como campo de eleição etnográfica preferencial. 
Na Escola Normal Superior, Maurice Godelier cursou psicofisiologia  e filosofia, na segunda metade dos anos 50, entre 1955 e 1959. Ele tem lincenciatura em filosofia, psicologia e literatura moderna. Sua atenção para a Antropologia Social foi despertada pela figura de Claude Lévi-Strauss, como intelectual.
Godelier é professor da Escola de Altos Estudos em Ciências Sociais, desde 1961, e trabalhou no Laboratório de Antropologia Social do Colégio da França, sob a direção de Claude Lévi-Strauss nos anos 80. 
Foi nomeado diretor de estudos da Escola de Altos Estudos em Ciências Sociais, em 1975.
Maurice Godelier criou em Marselha, em 1995, o CREDO, o Centro de Pesquisas e Documentação sobre a Oceania, reunindo pesquisas de laboratório e um centro de documentação dedicado às sociedades do Pacífico.

## Pensamento
Seus estudos concentram-se na relação, ou na interligação, entre economia, política, parentesco e imaginário cultural dos povos não-Ocidentais ou pré-industriais, recorrendo, simultaneamente, ao marxismo e ao estruturalismo antropológico. Maurice Godelier tematiza, também, em sua obra, teorias anteriores ao estruturalismo, como o evolucionismo, o funcionalismo, a sociologia de Durkheim e Mauss, a sociologia weberiana, bem como questões pós-estruturalistas. Ele faz a crítica do alcance do estruturalismo, discutindo seus limites, e expondo as suas divergências com teóricos da referida corrente. Trata das análises e reflexões propostas pelos filósofos Althusser, Foucault, Deleuze e Derrida sobre a epistemologia das ciências sociais; além de criticar as rigorosas clivagens entre infra-estrutura econômica e super-estrutura ideológica do marxismo clássico, quando aplicado a povos não-Ocidentais ou pré-modernos. Segundo Godelier, a conexão entre o imaginário das culturas e os fatores políticos e econômicos não pode ter uma abordagem simplista ou esquemática, como, por exemplo, no caso da problemática do poder político associado a fatores religiosos ou mágicos, explicações místicas sobre vitórias militares, e as relações de parentesco como papel fundamental nas relações econômicas
Exibindo grande erudição, um  vasto conhecimento etnológico acumulado, passando pela história do pensamento antropológico sobre o tema, e também de primatologia, citando vários exemplos,   Maurice Godelier, em "Metamorfoses do Parentesco", critica as teses de Freud, em "Totem e Tabu", e Claude Lévi-Strauss, em "Totemismo Hoje", sobre a origem da família e da vida social.
Godelier refuta vários elementos da teoria de Claude Lévi-Strauss sobre os sistemas de parentesco. Como, por exemplo, a tese que afirma a troca de mulheres por homens como a base universal dos sistemas de parentesco e da dominação  masculina, segundo ele, há outros fatores de natureza material, bem como políticos e religiosos  necessários para o entendimento do fenômeno do parentesco. Godelier nega que os homens, no passado, tenham vivido em bandos como propõe Freud, ou em famílias biológicas isoladas como propõe Lévi-Strauss, em relações promíscuas. Ele nega  que a passagem da natureza  à vida social, ocorreu através do parricidio original como na concepção de Freud, com a instauração da proibição do incesto e do principio da exogamia,  ou  no nascimento da linguagem e da função simbólica do pensamento, segundo Lévi-Strauss, que teria originado a cultura
Segundo Godelier, não se pode entender os laços de parentesco sem entender as representações culturais da pessoa, a própria exigência de certos elementos da natureza estranhos ao processo biológico, para que a concepção ou o nascimento de um indivíduo possa ocorrer, narrativas presentes em várias sociedades estudadas, indica que o corpo, além das relações de parentesco, também porta vínculos sociais, políticos, religiosos, etc. Os significados do parentesco variam entre as culturas, sempre existe um campo do parentesco, Godelier, contudo, questiona a ideia de que o parentesco sempre implica numa rede genealógica classificatória de indivíduos em relação a um indivíduo tomado como referência, ou ego, identificável pelo pesquisador. Ele cita o debate entre Hocart, Edmund Leach e Louis Dumont, de um lado, e Scheffler, Floyd Lounsbury e os adeptos da análise componencial, do outro, para ilustrar essa problemática.

## Obras
- Racionalidade e irracionalidade na Economia , 1969
- Antropologia e Economia, 1973
- Perspectivas em Antropologia Marxista, 1977
- A produção de Grandes homens : poder e dominação masculina entre os Baruya de Nova Guiné, 1982
- O ideal e o material: pensamento, economias, sociedades, 1984
- O engima do dom, 1996
- Metamorfoses do parentesco, 2004
- Sobre a morte: invariantes culturais e práticas sociais, 2017 - Organizador

## Ligação externa
- A "forma asiática" é um modo de produção? Dificuldades e ambigüidades da concepção de Maurice Godelie, João Quartim de Moraes A controvérsia sobre a categoria Modo de Produção Asiático